# Аријенцо (Салерно)
Аријенцо је насеље у Италији у округу Салерно, региону Кампанија.
Према процени из 2011. у насељу је живело 111 становника. Насеље се налази на надморској висини од 31 м.